# Johann Ludwig von Goltstein (1717–1779)
Johann Ludwig Franz Anton Joseph Adam Graf von Goltstein (getauft am 5. Oktober 1717 in Düsseldorf; † 5. September 1779 ebenda) war kurpfälzischer Beamter und Finanzminister.

## Familie
Johann Ludwig von Goltstein war der Sohn von Johann Ludwig Graf von Goltstein (1689–1731) aus dem Haus Goltstein. Der Vater war jülich-bergischer Amtmann, Geheimer Rath, Hofkammerpräsident und seit 1726 Kanzler und später Statthalter des jülich-bergischen Landes.
Johann Ludwig heiratete die Comtesse Anna Maria von Schaesberg († 1776), Tochter des jülich-bergischen Hofkammerpräsidenten und späteren kurpfälzischen Ministers Graf Johann Friedrich von Schaesberg. Sein Sohn Joseph Ludwig Franz de Paula Graf von Goltstein wurde Geheimer bergischer Rat und Präsident des Staatsrates des Großherzogtums Berg.

## Leben
Johann Ludwig Franz von Goltstein studierte 1737 bis 1739 an der Universität Leiden Rechtswissenschaft. Er wurde 1731 Amtmann zu Geilenkirchen, 1739 kurpfälzischer Kämmerer und 1740 jülicher Landkommissar. Im Oktober des gleichen Jahres schwor er im Kollegium der jülichen Ritterschaft auf und erhielt die Bestallung als wirklicher Hofrat zu Düsseldorf. 1757 erfolgte seine Ernennung zum Hofkammerpräsidenten in Düsseldorf, am 11. November 1768 die Beförderung zum Statthalter mit einer Besoldung von jährlich 2.600 Reichstalern. Als Statthalter war er gleichzeitig Präsident des Jülich-Bergischen Oberappellationsgerichtes von dessen Einrichtung 1769 bis 1776. Am 14. August 1774 wurde er als Geheimer Staats- und Konferenzminister für das Departement der Finanzen nach Mannheim berufen. 1775 legte er das Ministeramt nieder.
Goltstein war 1767 einer der Gründer der Düsseldorfer Freimaurerloge La Perfaite Amitié; ab 1768 fungierte er als „Deputierter Provinzial-Großmeister“ dieser Loge.

## Sonstiges
Wegen seiner Leistungen für die Stadtentwicklung Düsseldorfs ehrte ihn die Stadt durch die Benennung der Goltsteinstraße.
Die Legende der Junkersteuer zu Düsseldorf rankt sich um Graf Goltstein. Demnach soll er die Ritter überlistet haben, doch eine Steuer zu zahlen, nachdem diese ihrem Vasalleneid nicht nachgekommen sind.